# SLR Bytków
SLR Bytków (Stacja Linii Radiowych Bytków) – wieża RTV o wysokości 90 m przy ul. Walerego Wróblewskiego 75 w Siemianowicach Śląskich-Bytkowie, na granicy z Katowicami. Została ona oddana do użytku w 1970 roku. Właścicielem obiektu jest Emitel Sp. z o.o.

## Transmitowane programy

### Programy radiowe
| LP | Program        | Właściciel                                                               | Częstotliwość | Moc nadajnika |
| -- | -------------- | ------------------------------------------------------------------------ | ------------- | ------------- |
| 1  | Radio Katowice | Polskie Radio – Regionalna Rozgłośnia w Katowicach "Radio Katowice" S.A. | 101,2 MHz     | 1 kW          |

### Programy telewizyjne – cyfrowe
| Skład multipleksu                                                                                | Częstotliwość | Kanał | Moc promieniowana nadajnika | Polaryzacja | Kompresja wizji |
| ------------------------------------------------------------------------------------------------ | ------------- | ----- | --------------------------- | ----------- | --------------- |
| MUX 3 - TVP1 HD - TVP2 HD - TVP3 Katowice - TVP Kultura - TVP Historia - TVP Sport - TVP Info HD | 634,00 MHz    | 41    | 8 kW                        | pionowa     | MPEG-4          |

## Nienadawane programy telewizyjne

### Wyłączone programy telewizyjne – analogowe
Przekaz analogowy wyłączono 20 maja 2013 r.
| LP | Program                | Właściciel                                  | Częstotliwość | Kanał | Moc nadajnika | Polaryzacja |
| -- | ---------------------- | ------------------------------------------- | ------------- | ----- | ------------- | ----------- |
| 1  | TVP1                   | Telewizja Polska S.A.                       | 183,25 MHz    | 7     | ? kW          | ?           |
| 2  | ?                      | ?                                           | 479,25 MHz    | 22    | ? kW          | ?           |
| 3  | TVP2                   | Telewizja Polska S.A.                       | ? MHz         | ?     | ? kW          | ?           |
| 4  | TV Puls                | TV Puls                                     | 559,25 MHz    | 32    | ? kW          | ?           |
| 5  | Polsat                 | Telewizja Polsat S.A.                       | 647,25 MHz    | 43    | ? kW          | ?           |
| 6? | TVP Info/TVP Katowice? | Telewizja Polska S.A. Oddział w Katowicach? | ? MHz         | ?     | ? kW          | ?           |